# 이르지 코데트
이르지 코데트(체코어: Jiří Kodet, 1937년 12월 6일~2005년 6월 25일)는 체코의 배우이다.
프라하에서 태어났으며 프라하에서 사망하였다.

## 영화
- 나의 아름다운 비밀 (2000년)
- 아늑한 곳 (1999년)
- 버트너즈 (1997년)
- 어큐뮬레이터 1 (1994년)
- 청춘백서 (1987년)
- 시그늄 라우디스 (1980년)
- 사랑 게임 (1976년)
- 가까이서 본 기차 (1966년)
- 무언가 다른 것 (1963년)